# Pengesten

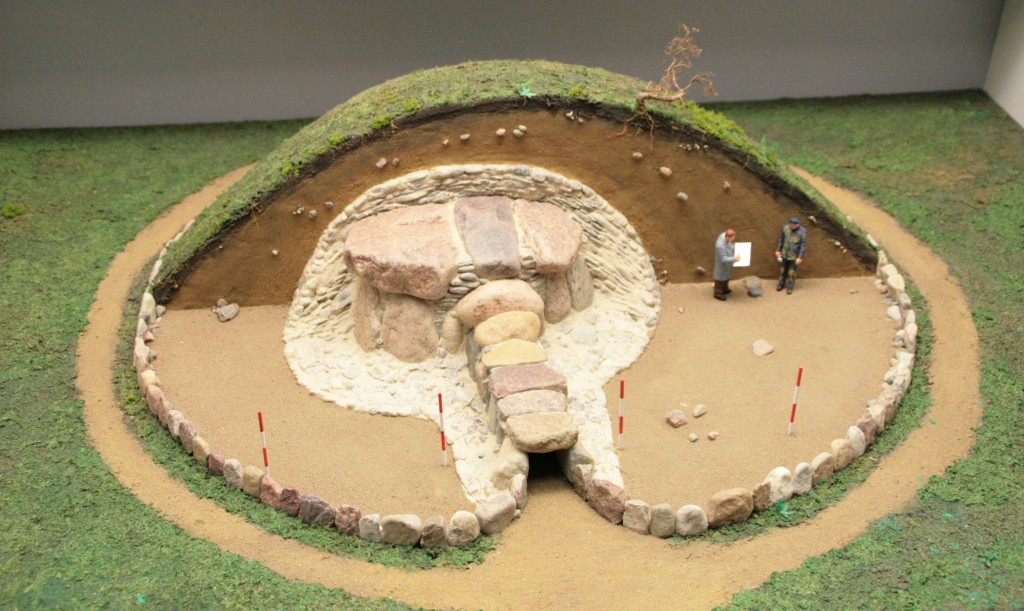
Ganggrabmodell

Der Pengesten liegt im Feld nördlich vom Weiler Bladstrup und von Odense in der Nordfyns Kommune auf der dänischen Insel Fünen und ist ein Ganggrab (dänisch Jættestue). Das Ganggrab ist eine Bauform jungsteinzeitlicher Megalithanlagen, die aus einer Kammer und einem baulich abgesetzten, lateralen Gang besteht. Diese Form ist primär in Dänemark, Deutschland und Skandinavien, sowie vereinzelt in Frankreich und den Niederlanden zu finden. Der Pengesten (deutsch Geldstein) stammt aus der Jungsteinzeit etwa 3000 v. Chr. und ist eine Megalithanlage der Trichterbecherkultur (TBK).
Er hat eine Nordost-Südwest orientierte, etwa „birnenförmige“ Kammer von etwa 2,7 × 2,2 m. Sie besteht aus 10 Trag- und zwei Decksteinen, von denen aber nur derjenige über dem nordöstlichen Teil der Kammer erhalten ist. Der Gang, der sich in Richtung Südosten erstreckt, ist 3,3 m lang, 0,5 m breit und wird aus fünf Steinpaaren gebildet. Das innerste Paar ist Teil der Kammer. Kein Deckstein des Ganges ist erhalten. Alle Steine liegen frei. Nur ein kleiner Teil des Hügels ist erhalten.
Das Ganggrab ist unter Schutz gestellt.
Etwa 150 m nördlich liegt das Ganggrab Ærtesten.